# Johann Tetzel
Johann Tetzel, OP (Pirna, 1465 – Leipzig, 11 de agosto de 1519)  foi um alemão católico romano, frade dominicano e pregador. Além disso, foi um Grande Inquisidor de Heresia na Polónia, e mais tarde tornou-se o Grande Comissário para indulgências na Alemanha. Tetzel ficou conhecido pela concessão de indulgências em troca de dinheiro, o que permite a remissão de pena temporal devida ao pecado, a culpa do que foi perdoado, uma posição fortemente contestada por Martinho Lutero.

## Vida
Tetzel nasceu em Pirna, Saxônia, e estudou teologia e filosofia na Universidade de Leipzig. Ele entrou na ordem Dominicana, em 1489, alcançou algum sucesso como pregador, e foi em 1502, comissionado pelo cardeal Giovanni de Medici, (que seria mais tarde, o Papa Leão X), para pregar a indulgência cristã, o que ele fez ao longo de sua vida. Em 1509, exerceu a função de inquisidor da Polónia e, em 1517, o Papa Leão X o fez comissário de indulgências para toda a Alemanha.
Ele adquiriu o grau de licenciatura em Sagrada Teologia na Universidade de Frankfurt an der Oder, em 1517, e depois se tornou Doutor em Sagrada Teologia em 1518, por defender em duas disputas, a doutrina das indulgências contra Martinho Lutero. A acusação de que ele tinha vendido perdão total pelos pecados ainda não cometidos causou um grande escândalo. Acreditava-se que todo o dinheiro que Tetzel levantava foi para a reconstrução em curso da Basílica de São Pedro, embora metade do dinheiro foi para o arcebispo de Mainz, o cardeal Albert de Brandenburg (autoridade a qual Tetzel estava submetido), para pagar as dívidas contraídas com o propósito de garantir a nomeação de Albert ao Arcebispado. Lutero começou a pregar abertamente contra ele, e foi inspirado a escrever suas famosas Noventa e Cinco Teses, em parte, devido a ações de Tetzel, no qual ele afirma:

27. Pregam doutrina mundana os que dizem que, tão logo tilintar a moeda lançada na caixa, a alma sairá voando [do purgatório para o céu].
28. Certo é que, ao tilintar a moeda na caixa, pode aumentar o lucro e a cobiça; a intercessão da Igreja, porém, depende apenas da vontade de Deus.

Tetzel também foi condenado (embora mais tarde perdoado) pela imoralidade. Quando ele descobriu que Karl von Miltitz o acusou de cometer inúmeras fraudes e desfalques, retirou-se, fraco em espírito e saúde, ao mosteiro dominicano em Leipzig. Miltitz foi mais tarde desacreditado ao ponto em que suas reivindicações não têm peso histórico.
Tetzel morreu em Leipzig em 1519. No momento da sua morte, Tetzel havia caído em descrédito e estava afastado do público. Quando Lutero ouviu que Tetzel estava muito doente e esperava pela morte, Lutero escreveu para confortá-lo, e disse-lhe "para não se perturbar, pois a questão não começou por sua responsabilidade, mas a criança tinha um pai diferente."

## Posição doutrinária
Tetzel se tornou conhecido pela frase atribuída a ele: "Tão logo uma moeda na caixa cai, a alma do purgatório sai".
Tetzel não exagerava no que diz respeito às indulgências para os mortos, seu ensinamento sobre indulgências para os vivos também era pura doutrina católica. O alemão Ludwig von Pastor, historiador católico do papado, explica:

Obs- É importante observar que Tetzel extrapolou a doutrina católica! As indulgências são parte da doutrina católica, vende-las não. Nota-se atualmente, e desde sempre, que aos padres é dado o poder de perdoar pecados biblicamente: “Aqueles a quem perdoardes os pecados ser-lhes-ão perdoados; aqueles aos quais mantiverdes ser-lhes-ão mantidos”. João 20:23.
Acima de tudo, deve ser feita uma distinção mais clara entre as indulgências para os vivos e aquelas para os mortos.
No que diz respeito indulgências para os vivos, Tetzel sempre ensinou doutrina pura (Católica). A afirmação de que ele apresentou indulgências como sendo não só a remissão da pena temporal do pecado, mas como a remissão de sua culpa, é improcedente como outra acusação contra ele, que ele vendeu o perdão do pecado por dinheiro, sem mesmo qualquer menção de contrição e confissão, ou que, através de pagamento, ele teria absolvido os pecados que poderiam ser cometidos no futuro. Seu ensinamento foi, de fato, muito definido, e muito em harmonia com a teologia da Igreja (Católica), como era então e como é agora, ou seja, que as indulgências "só se aplicam a pena temporal devida aos pecados que já foram cometidos, que já se arrependeu e se confessou "....
O caso era muito diferente com indulgências para os mortos. No que diz respeito a eles, não há dúvida de que Tetzel fez, de acordo com o que ele considerava suas instruções oficiais, proclamar como doutrina cristã que nada mais que uma oferta de dinheiro seria necessária para ganhar a indulgência para os mortos, sem que haja qualquer dúvida de contrição ou confissão.
Ele também ensinou, em conformidade com o parecer então dado, que uma indulgência poderia ser aplicada a qualquer alma com efeito infalível. Partindo deste pressuposto, não há dúvida de que sua doutrina era praticamente a do provérbio drástico bem conhecido.
A Bula Papal de indulgência deu nenhuma sanção a respeito desta proposição. Foi uma opinião escolástica vaga, rejeitada pela Sorbonne em 1482, e novamente em 1518, e certamente não uma doutrina da Igreja, que foi, assim, indevidamente apresentada como verdade dogmática. O primeiro entre os teólogos da corte romana, Cardeal Caetano, era inimigo de todas essas extravagâncias, e declarou enfaticamente que, ainda que teólogos e pregadores ensinem tais idéias, nenhuma fé deve se ter neles. "Pregadores", disse ele, "falam em nome da Igreja somente enquanto proclamam a doutrina de Cristo e de Sua Igreja, mas se, para seus próprios interesses, eles ensinam coisas sobre as quais não sabem nada, e que são apenas frutos de suas próprias imaginações, não devem ser aceitos como porta-vozes da Igreja. Ninguém deve se surpreender se tais como estes caem em erro".

## Curiosidade
De acordo com Lutero, depois de Tetzel ter recebido uma quantidade substancial de dinheiro em Leipzig, um nobre perguntou-lhe se era possível receber uma carta de indulgência para um pecado futuro. Tetzel rapidamente respondeu que sim, insistindo, no entanto, que o pagamento tinha de ser feito de uma só vez. Este nobre o fez, recebendo logo a seguir a carta selada de Tetzel. Quando Tetzel deixou Leipzig, o nobre lhe atacou ao longo do caminho, deu-lhe uma grande surra e o mandou de volta de mãos vazias para Leipzig, com o comentário de que este era o pecado futuro que ele tinha em mente. O Duque George no início ficou bastante furioso com este incidente, mas quando ouviu toda a história, deixou o nobre ir sem castigá-lo.